# Xenojulis margaritaceus
Xenojulis margaritaceus - gatunek ryby z rodziny wargaczowatych, jedyny przedstawiciel rodzaju Xenojulis de Beaufort, 1939. Hodowana w akwariach morskich.

## Występowanie
Zachodni Ocean Spokojny (Filipiny, Nowa Gwinea i  zachodnia Australia).

## Charakterystyka
Osiąga do 10 cm długości.